# Kryptomnesie
Als Kryptomnesie (griechisch κρυπτός kryptós „verborgen“ und μνήσης mnḗsis „Erinnerung“) versteht die moderne Psychologie das Phänomen, dass vergessene oder verdrängte Erinnerungen und Ideen überraschend wiederkehren, ähnlich einem Déjà-vu. Betroffen davon sind eigene oder von fremden Personen übernommene Ideen und Erinnerungen, die dann fälschlich als eigene empfunden und vorgetragen werden.

## Terminologie
Kryptomnesie betrifft vorrangig Erinnerungen und Ideen, die vor langer Zeit vergessen oder verdrängt wurden und nach einer gewissen Zeit überraschend wieder zutage treten. Sie wird psychologisch als Spezialfall des Quellengedächtnisfehler betrachtet, bei dem Erinnerungsfehler durch eine fehlerhafte mentale Quellenzuschreibung entstehen. Der Betroffene empfindet die wiederkehrende Erinnerung/Idee zunächst als völlig neu, bis ihm entweder selbst wieder einfällt, dass er die Erinnerung/Idee bereits vor gewisser Zeit schon einmal hatte, oder bis er von Außenstehenden darauf aufmerksam gemacht wird. Das Phänomen kann auch Erinnerungen und Ideen betreffen, die unbewusst von außenstehenden Personen übernommen und als eigene empfunden und vorgetragen werden.
Eine weitere Form von Kryptomnesie ist die Wiederbelebung von Vergessenem im Schlaf. So kann beispielsweise jemand einen verloren geglaubten Gegenstand oder eine Person wiederfinden, nachdem er von dessen Auffinden geträumt hat.

## Problematik
Das Phänomen von unbewusst übernommenen Ideen und Erinnerungen, die als eigene empfunden und entsprechend vorgetragen werden, kann in der Gesellschaft zu Problemen in Form von Plagiatsvorwürfen und Ähnlichem führen. Besonders die von der Kryptomnesie betroffenen Personen leiden unter den Vorwürfen, da sie tatsächlich keinerlei Erinnerung daran haben, dass sie die Ideen und Gedanken von dem Geschädigten übernommen hatten.